# Joshua Brookes (Biologe)

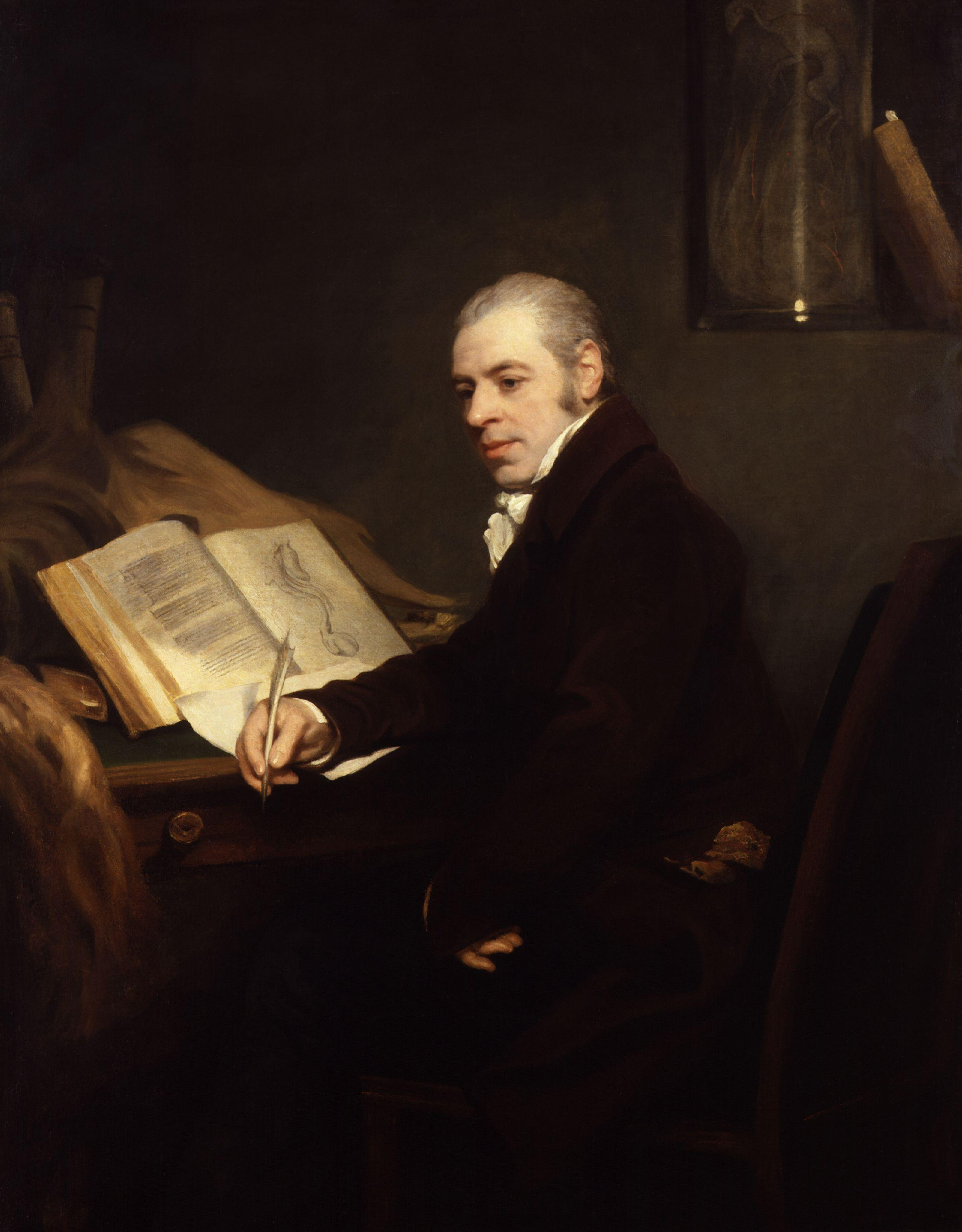
Joshua Brookes, Gemälde von Thomas Phillips aus dem Jahr 1821

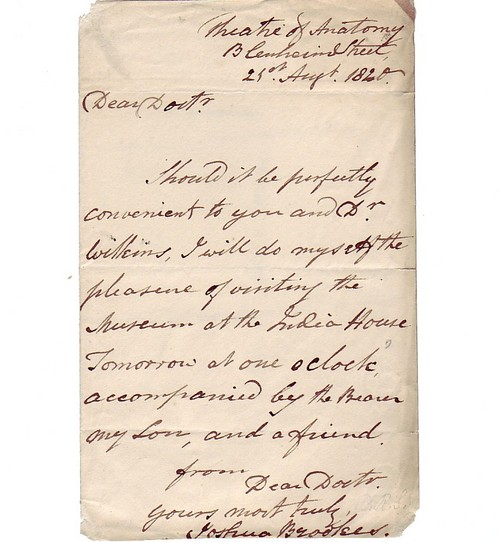
Ein Brief von Joshua Brookes aus dem Jahr 1820

Joshua Brookes (* 24. November 1761; † 10. Januar 1833) war ein britischer Biologe und Anatom.
Joshua Brookes begann im Alter von 16 Jahren seine Ausbildung bei Magnus Falconer und dem Anatomen Hewson. Er war auch ein Schüler von John Hunter, dem bekanntesten britischen Anatomen des 18. Jahrhunderts. Brookes lehrte Anatomie, Physiologie und Chirurgie in London. In den 40 Jahren seiner Berufstätigkeit bildete er etwa 7000 Studenten aus, was zum Teil auch daran lag, dass er niedrigere Vorlesungsgebühren verlangte als seine Kollegen. Neben der Humanmedizin interessierte ihn insbesondere auch die Naturgeschichte und die Anatomie der Tiere. Das Royal College of Surgeons und das Royal Veterinary College lehnten ihn allerdings als Ratsmitglied und Prüfer ab.
Am 25. Juni 1831 fand ein Abschiedsessen mit seinen Freunden und Schülern statt.
Ein Gemälde von Thomas Philipps zeigt Brookes an einem Arbeitstisch vor einem griechischen Atlas der Anatomie sitzend. Brookes hatte dieses Gemälde 1821 von seinen Schülern als Geburtstagsgeschenk erhalten. 1826 erhielt er außerdem eine Marmorbüste von Robert William Sievier.
Nachdem er sich offiziell aus Gesundheitsgründen aus dem Lehrbetrieb zurückgezogen hatte, hielt Brookes in der Zoological Society weiterhin Vorlesungen für die Mitglieder ab. Unter anderem thematisierte er dabei die Anatomie des Straußes.
Brookes war der Gründer des Brookesian Museums, das er in seinem Haus in Blenheim Street einrichtete. Die Sammlung kam allerdings schließlich unter den Hammer eines Auktionators. Nach Brookes ist die Erdchamäleongattung Brookesia benannt. Die eigentliche Erstbeschreibung der Gattung aus dem Jahr 1865 stammt von John Edward Gray.
Er wurde in der St James’s Church, Piccadilly begraben. Er hinterließ einen Sohn, der bei der Royal Navy diente. Laut D’Arcy Power war Joshua Brookes „the brother of the celebrated menagerie keeper in Exeter 'Change“, also der Bruder des bekannten Menageriewärters in Exeter Change. Tatsächlich hatte Edward Cross, der Inhaber dieser Menagerie, gute Beziehungen zu Brookes, was schließlich auch dazu führte, dass Brookes an der Obduktion des Elefanten Chunee beteiligt war.

## Werke
- An Address Delivered at the Anniversary Meeting of the Zoological Club of the Linnean Society, Held at the Society’s House, in Soho-Square, November 29, 1828
- The Brookesian Museum. The Museum of Joshua Brookes [...], London 1828
- Thoughts on the Best Means of Lessening the Destructive Progress of Cholera, London 1831